# Revolutionary Road (film)
Revolutionary Road è un film del 2008 diretto e co-prodotto da Sam Mendes, basato sull'omonimo romanzo del 1961 di Richard Yates. Protagonisti del film sono Leonardo DiCaprio e Kate Winslet, che tornano a recitare assieme a 11 anni di distanza dal successo planetario di Titanic.
Il film racconta le vicende di Frank e April Wheeler, una coppia di ceto medio nella New York anni cinquanta, divisa tra l'esigenza di assecondare le proprie aspirazioni o conformarsi alle regole della società dell'epoca.

## Trama
1955: April e Frank sono una coppia felicemente sposata, con due bambini, una bella casa e una normale vita a Revolutionary Road, nel Connecticut, Stati Uniti. La loro vita ricalca perfettamente lo stereotipo della famiglia bella e felice degli anni cinquanta. Almeno, questo è ciò che pensano i loro vicini. Il film si apre con una furibonda lite, in cui April accusa il marito di averla "rinchiusa" in un sobborgo e di averne soffocato l'esistenza, poi la storia segue le vicende di Frank, che torna al suo odiato lavoro come impiegato in un'azienda, la Knox & Co.
Nel frattempo, April cerca consolazione nei ricordi dei tempi felici: un tempo, infatti, Frank le aveva detto di voler andare a vivere in Francia, perché «lì la gente vive e sente davvero». Consumato rapidamente un adulterio con una giovane collega, Frank fa ritorno a casa per trovarvi una moglie nuovamente sorridente; il motivo è semplice: April ha deciso di voler realizzare il sogno di una vita e di volersi trasferire con la famiglia a Parigi, lavorando come segretaria e lasciando al marito la possibilità di godersi la vita che ha sempre sognato.
Frank quindi, dopo attimi di smarrimento e di indecisione, accetta l'idea e nel giro di pochi giorni la coppia annuncia ai vicini (tra cui l'anziana Helene Givings, madre di un uomo mentalmente instabile), l'imminente avventura in Europa, suscitando una certa perplessità. Tra Frank e April, per un momento, tutto sembra andare a gonfie vele, giacché sembrano quasi vivere una rinnovata passione persa da tempo. Ma ben presto Frank riceve un'importante proposta di lavoro, che farà vacillare i loro piani. L'uomo, pur detestando la sua occupazione, accetta la promozione in vista della gratificazione economica e del rinnovato prestigio; ma a causare il definitivo abbandono del loro sogno parigino è la notizia che April è nuovamente incinta.
La crisi coniugale raggiunge i massimi picchi quando Frank scopre l'intenzione di April di abortire per mezzo di una rudimentale pompetta di gomma da lui trovata in bagno. L'uomo si oppone energicamente all'idea, trovandola ripugnante e irrazionale. April, debole mentalmente, commette anche lei adulterio in macchina con il suo vicino di casa, che tra l'altro le confessa di amarla. Non sa più come darsi felicità né come sollevarsi dal disagio interiore che prova, pienamente compreso solo dal figlio di Helen, John Givings, affetto da turbe psichiche e, agli occhi di tutti, farneticante; in realtà egli ha colto il problema e non tarda ad esprimere pubblicamente ciò che pensa, durante un pranzo tra i Wheeler e i Givings, mandando su tutte le furie Frank, che lo caccia di casa, e innescando una nuova, tremenda lite, che sarà anche l'ultima.
April passa un'intera notte a riflettere da sola nel boschetto di fronte alla casa, per farsi trovare da Frank, l'indomani, sorridente e luminosa. Tutto, per un attimo, sembra sorridere ai coniugi Wheeler, ma di lì a poco si consumerà il dramma: andato al lavoro Frank, April si prepara ad abortire; ma le cose vanno storte e in poche ore la donna viene ricoverata e muore, lasciando per sempre il marito, i due bambini e la perfetta casa di Revolutionary Road.
L'abitazione verrà in seguito venduta ad un'altra coppia, mentre Frank e i due figli si trasferiranno in città.

## Produzione
Il film è stato girato tra maggio ed agosto 2007 tra New York e Connecticut.

## Distribuzione
È stato distribuito in Italia il 30 gennaio 2009 dalla DreamWorks Pictures e Paramount Pictures. In Italia, nelle sole tre settimane di programmazione, il film ha ottenuto un incasso pari a 3.529.606 euro. Con un budget di 35 milioni di dollari, complessivamente nel mondo ha totalizzato al botteghino poco più di 75 milioni di dollari.

## Riconoscimenti
- 2009 - Premio Oscar
  - Nomination Miglior attore non protagonista a Michael Shannon
  - Nomination Migliore scenografia a Kristi Zea e Debra Schutt
  - Nomination Migliori costumi a Albert Wolsky
- 2009 - Golden Globe
  - Miglior attrice in un film drammatico a Kate Winslet
  - Nomination Miglior film drammatico
  - Nomination Migliore regia a Sam Mendes
  - Nomination Miglior attore in un film drammatico a Leonardo DiCaprio
- 2009 - Premio BAFTA
  - Nomination Miglior attrice protagonista a Kate Winslet
  - Nomination Migliore sceneggiatura non originale a Justin Haythe
  - Nomination Migliore scenografia a Kristi Zea e Debra Schutt
  - Nomination Migliori costumi ad Albert Wolsky
- 2008 - Chicago Film Critics Association
  - Nomination Miglior attore non protagonista a Michael Shannon
- 2008 - Las Vegas Film Critics Society Award
  - Miglior attrice protagonista a Kate Winslet

- 2008 - London Critics Circle Film Awards
  - Attrice dell'anno a Kate Winslet
- 2008 - Vancouver Film Critics Circle Awards
  - Miglior attrice protagonista a Kate Winslet
- 2008 - St. Louis Gateway Film Critics Association Awards
  - Miglior attrice protagonista a Kate Winslet
- 2009 - Palm Springs International Film Festival
  - Miglior cast
- 2008 - Satellite Award
  - Miglior attore non protagonista a Michael Shannon
  - Nomination Miglior film drammatico
  - Nomination Migliore sceneggiatura non originale a Justin Haythe
  - Nomination Miglior attore in un film drammatico a Leonardo DiCaprio
  - Nomination Migliore scenografia a Kristi Zea e Debra Schutt
- 2009 - Screen Actors Guild Award
  - Nomination Miglior attrice protagonista a Kate Winslet
- 2008 - Southeastern Film Critics Association Awards
  - Nomination Miglior film